# Santa Susana (Portugalia)
Santa Susana – sołectwo w powiecie Alcácer do Sal (Portugalia). Położone na obszarze 166,45 km², zamieszkane przez 501 osób (dane z 2001). Gęstość zaludnienia: 3 osoby/km².